# 图勒区
图勒区（法語：Arrondissement de Toul）是法国默尔特-摩泽尔省所辖的一个区。总面积1143平方公里，总人口68630，人口密度60人/平方公里（2018年）。主要城镇为图勒。

## 辖区
图勒区辖有111个市镇。